# Sofia Richie
Sofia Richie Grainge, née le 24 août 1998, à Los Angeles en Californie, est un mannequin américain. Elle a été présentée dans les campagnes de plusieurs grandes marques, notamment Tommy Hilfiger, Michael Kors ou Chanel.

## Biographie
Née à Los Angeles en 1998, Sofia Alexandra Richie Grainge est la fille cadette du chanteur Lionel Richie (né le 20 juin 1949), et de la styliste Diane Alexander (née le 16 juin 1967). Elle est la sœur biologique de Miles Brockman Richie (né le 27 mai 1994), ainsi que la demi-sœur adoptive de Nicole Richie, issue du premier mariage de son père avec Brenda Harvey. Ses parents divorcent en 2004 après neuf ans de mariage. 
Elle était la filleule du chanteur Michael Jackson et se rendait régulièrement au ranch de Neverland lorsqu'elle était enfant ; c'est ainsi qu'elle est devenue une amie proche de Paris Jackson.
Sofia Richie grandit avec une affinité pour la musique comme son père. Elle apprend à chanter à cinq ans et à jouer du piano à sept ans. Elle fait également des apparitions lors des spectacles de son père et prend des leçons de chant avec le coach vocal de Beyonce, Tim Carter, à l'âge de quatorze ans. Elle travaille aussi en studio avec son beau-frère (et le chanteur principal de Good Charlotte), Joel Madden,. Elle décide toutefois de s'éloigner d'une carrière musicale en raison de la pression exercée pour être à la hauteur de la stature de son père dans cette  industrie. 
Sofia Richie passe quelque temps à la Oaks Christian School (surnommée « Celebrity High ») avant d’être éduquée à la maison pendant plusieurs années, pendant la tournée de son père. Elle joue au football jusqu'à l'âge de seize ans lorsqu'elle se casse la hanche dans un accident de Segway.

### Vie privée
De 2015 à 2016, Sofia Richie est en couple avec un dénommé Jake Andrews. Durant l'été 2016, elle a une relation médiatisée avec le chanteur canadien Justin Bieber. D'octobre 2016 à janvier 2017, elle est en couple avec Brooklyn Beckham, le fils de David Beckham et Victoria Beckham. 
De mai 2017 à août 2020, elle est la compagne de la personnalité de la télévision américaine Scott Disick- de quinze ans son aîné. Le couple connaît de nombreuses ruptures et réconciliations,. Peu après sa dernière rupture avec Scott Disick, elle vit une courte histoire avec l'entrepreneur américain Matthew Morton jusqu'en décembre 2020.
En avril 2021, Sofia Richie officialise son couple avec le producteur de musique britannique Elliot Grainge (né le 6 novembre 1993), le fils de Lucian Grainge. Le couple se fiance en avril 2022, puis se marie le 22 avril 2023 à Antibes dans le sud de la France,. En janvier 2024, Sofia Richie annonce attendre son premier enfant. Le 20 mai 2024, elle donne naissance à une petite fille, Éloïse Samantha Grainge.

## Carrière
Sofia Richie débute le mannequinat à quatorze ans avec un article dans Teen Vogue et à quinze, elle obtient son premier contrat de mode avec l'entreprise de vêtements de natation Mary Grace Swim, basée à Los Angeles. L’année suivante, Richie signe avec l’agence londonienne Select Model Management.
Sofia Richie participe à des campagnes publicitaires pour un certain nombre de marques, notamment DL1961, la ligne « Material Girl » de Madonna, Chanel, Dolce & Gabbana, Adidas, Michael Kors ou Tommy Hilfiger. Elle participe des séances photos pour Elle et Vanity Fair et est apparue sur la couverture de Complex  et du numéro de style du magazine Billboard. Sofia Richie reste visible sur les couvertures de nombreux magazines de mode internationaux, tels Sweets! Magazine, Manifesto, Dujour et Es Magazine, le magazine britannique Tatler,  Vogue et Popular au Japon, ou encore l'Officiel de Singapour.

## Filmographie
| Anné | Titre                 | Role | Notes      |
| ---- | --------------------- | ---- | ---------- |
| 2014 | Candidly Nicole       | Se   | 3 épisodes |
| 2016 | Red, White and Bootsy | Se   | Téléfilm   |

| Year | Title     | Role | Notes |
| ---- | --------- | ---- | ----- |
| 2018 | Ocean's 8 | Se   |       |